# موراي جونز (لاعب اتحاد الرغبي)
موراي جونز (بالإنجليزية: Murray Jones)‏ هو لاعب اتحاد الرغبي نيوزيلندي، ولد في 26 أكتوبر 1942 في Warkworth, New Zealand ‏ في نيوزيلندا، وتوفي في 12 فبراير 1975 في Waitematā Harbour ‏ في نيوزيلندا بسبب غرق.